# Posttranslační modifikace
Posttranslačními modifikacemi se označují úpravy proteinů po jejich nasyntetizování ribozomem. Proteiny mohou být modifikovány (upravovány) kdykoliv během doby jejich existence a dokonce i během jejich syntézy (tento jev je někdy označován za kotranslační modifikace).
Posttranslační modifikace dodávají proteinům nové vlastnosti, stabilizují jejich konformace, pomáhají regulovat jejich funkce, přispívají k imunitním rozpoznáváním atd.

## Nejčastější posttranslační modifikace
- fosforylace/defosforylace – enzymy kinázy a fosfatázy připojují či odpojují fosfátovou (PO43−) skupinu k proteinu na jeho serinové / threoninové zbytky nebo tyrosinové zbytky. Fosforylace/defosforylace často působí jako přepínač mezi aktivní a neaktivní formou proteinu.
- glykosylace – napojování sacharidů na protein. Sacharidové zbytky jsou nejčastěji připojovány na serin/ threonin – v případě tzv. O-glykoproteinů, nebo asparagin v případě N-glykoproteinů. Navázání sacharidů může stabilizovat konformaci proteinů; sacharidové složky mnoha proteinů se účastní rozpoznávacích interakcí (protein-sacharidové a nově objevené sacharid-sacharidové interakce)
- přidání GPI kotvy (GPI - glykofosfatidylinositol) - připojení GPI na C-konec proteinu. Slouží k uchycení proteinu k membráně
- ubikvitinace – připojení malého proteinu ubiquitinu k upravovanému proteinu přes aminokyselinu lysin ( její volný –NH2 konec). Připojování ubiquitinu na proteiny slouží jako molekulární hodiny, které určují stáří proteinu. Proteiny s mnoha navázanými ubiquitiny jsou degradovány v cytoplasmě pomocí proteazomu. Kromě této funkce specifické navázání několika molekul ubiquitinu slouží k regulaci funkce některých proteinů
- sumoylace - připojení proteinu SUMO1, regulace funkce proteinů.
- proteolýza – odštěpení části molekuly proteinu – vede často k aktivaci nebo desaktivaci funkce proteinu.
- methylace – methylování koncové –NH2 lysinu a argininu, vede ke zvýšení bazicity těchto aminokyselin a tím zesílení iontových interakcí.
- acetylace – acetylace koncové –NH2 lysinu snižuje jeho bazicitu a zeslabuje tak iontové interakce
- hydroxylace – hydroxylace prolinu nebo lysinu v kolagenu, slouží ke stabilizování specifické konformace molekuly kolagenu (trojitá šroubovice).
- prenylace – připojení farnesylu nebo geranyl-geranylu (isoprenoidy) k C-terminálním cysteinům cílového proteinu; slouží k ukotvení proteinů do membrán
- myristylace (myristoylace) - připojení zbytku kyseliny myristové ke koncovému glycinu proteinu
- palmitoylace (modifikace kyselinou palmitovou , S-palmitoylace) - připojení zbytku kyseliny palmitové na -SH skupinu cysteinu
- disulfidické můstky - oxidace dvou -SH skupiny cysteinu na -S-S-
- ADP-ribosylace - navázání ADP-ribózy na protein [1]
- vazba prostetických skupin – např. FAD, FMN, hem, nutné pro funkci některých enzymů